# 파타우 증후군
파타우 증후군(Patau syndrome)은 trisomy 13, 혹은 trisomy D 로도 알려져 있다. 파타우 증후군은 1960년 클라우스 파타우가 처음으로 보고한 염색체 이상으로 염색체 13번의 삼염색체로 기인하는 증상들을 의미한다. 대부분 임신 기간 중에 자연 유산되며, 출생한 환아의 90%는 출생 후 1년 이내에 죽는다. 출생 후 발달 장애가 심하고, 거의 50%가 생후 첫 달에 죽고, 3년을 넘기는 경우는 5%도 안되는 것으로 알려져 있다. 나이가 많은 산모일 수록 그 위험률이 증가하는 경향이 있다. 증상으로는 입술과 구개의 파열, 심각한 중추신경계의 이상, 다지증, 합지증, 소두증, 소안구증, 심장 기형, 발달 장애, 지적 장애 등이 있다. 파타우 증후군의 증상은 에드워드 증후군(Edward's syndrome)과 비슷한 경우가 있다.
신생아 2만~2만 5000명 중 1명꼴로 발생한다. 
특징적인 증상으로는 둘째와 다섯째 손가락이 겹쳐지게 손이 쥐어져 있다.
현재는 완전한 치료가 불가능하다.
이상증상에는 뇌수막염, 시청각 장애 등이 있다.